# 1289.
◄ | 12. stoljeće | 13. stoljeće | 14. stoljeće | ►
◄ | 1250-ih | 1260-ih | 1270-ih | 1280-ih | 1290-ih | 1300-ih | 1310-ih | ►
◄◄ | ◄ | 1286. | 1287. | 1288. | 1289. | 1290. | 1291. | 1292. | ► | ►►
Arhitektura • Astronomija • Glazba • Knjige • Književnost • Kršćanstvo • Medicina • Pravo • Promet • Znanost

## Rođenja
- 4. listopada – Luj X., kralj Francuske († 1316.)

## Vanjske poveznice
|  | Zajednički poslužitelj ima još gradiva o temi 1289. |